# Rhachoepalpus
Rhachoepalpus är ett släkte av tvåvingar. Rhachoepalpus ingår i familjen parasitflugor.
Kladogram enligt Catalogue of Life:
| Rhachoepalpus | \| \| Rhachoepalpus andinus \| \| \| \| \| \| Rhachoepalpus argenteus \| \| \| \| \| \| Rhachoepalpus beatus \| \| \| \| \| \| Rhachoepalpus biornatus \| \| \| \| \| \| Rhachoepalpus blandus \| \| \| \| \| \| Rhachoepalpus cinereus \| \| \| \| \| \| Rhachoepalpus ethelius \| \| \| \| \| \| Rhachoepalpus flavitarsis \| \| \| \| \| \| Rhachoepalpus immaculatus \| \| \| \| \| \| Rhachoepalpus metallicus \| \| \| \| \| \| Rhachoepalpus nitidus \| \| \| \| \| \| Rhachoepalpus notatus \| \| \| \| \| \| Rhachoepalpus nova \| \| \| \| \| \| Rhachoepalpus ochripes \| \| \| \| \| \| Rhachoepalpus olivaceus \| \| \| \| \| \| Rhachoepalpus pulvurulentus \| \| \| \| \| \| Rhachoepalpus quatuornotatus \| \| \| \| \| \| Rhachoepalpus triformis \| \| \| \| \| \| Rhachoepalpus tucumanus \| \| \| \| |
|               | \| \| Rhachoepalpus andinus \| \| \| \| \| \| Rhachoepalpus argenteus \| \| \| \| \| \| Rhachoepalpus beatus \| \| \| \| \| \| Rhachoepalpus biornatus \| \| \| \| \| \| Rhachoepalpus blandus \| \| \| \| \| \| Rhachoepalpus cinereus \| \| \| \| \| \| Rhachoepalpus ethelius \| \| \| \| \| \| Rhachoepalpus flavitarsis \| \| \| \| \| \| Rhachoepalpus immaculatus \| \| \| \| \| \| Rhachoepalpus metallicus \| \| \| \| \| \| Rhachoepalpus nitidus \| \| \| \| \| \| Rhachoepalpus notatus \| \| \| \| \| \| Rhachoepalpus nova \| \| \| \| \| \| Rhachoepalpus ochripes \| \| \| \| \| \| Rhachoepalpus olivaceus \| \| \| \| \| \| Rhachoepalpus pulvurulentus \| \| \| \| \| \| Rhachoepalpus quatuornotatus \| \| \| \| \| \| Rhachoepalpus triformis \| \| \| \| \| \| Rhachoepalpus tucumanus \| \| \| \| |
|               | Rhachoepalpus andinus |
|               | |
|               | Rhachoepalpus argenteus |
|               | |
|               | Rhachoepalpus beatus |
|               | |
|               | Rhachoepalpus biornatus |
|               | |
|               | Rhachoepalpus blandus |
|               | |
|               | Rhachoepalpus cinereus |
|               | |
|               | Rhachoepalpus ethelius |
|               | |
|               | Rhachoepalpus flavitarsis |
|               | |
|               | Rhachoepalpus immaculatus |
|               | |
|               | Rhachoepalpus metallicus |
|               | |
|               | Rhachoepalpus nitidus |
|               | |
|               | Rhachoepalpus notatus |
|               | |
|               | Rhachoepalpus nova |
|               | |
|               | Rhachoepalpus ochripes |
|               | |
|               | Rhachoepalpus olivaceus |
|               | |
|               | Rhachoepalpus pulvurulentus |
|               | |
|               | Rhachoepalpus quatuornotatus |
|               | |
|               | Rhachoepalpus triformis |
|               | |
|               | Rhachoepalpus tucumanus |
|               | |